# Chris Boswell
Christopher Lynn Boswell (* 16. März 1991 in Fort Worth, Texas) ist ein American-Football-Spieler auf der Position des Kickers. Er spielt derzeit für die Pittsburgh Steelers in der National Football League (NFL).

## Frühe Jahre
Boswell ging in seiner Geburtsstadt Fort Worth auf die Highschool. Später besuchte er die Rice University.

## NFL

### Houston Texans
Boswell wurde nach dem NFL-Draft 2014 von den Houston Texans unter Vertrag genommen. Er konnte sich jedoch nicht gegen den damaligen Kicker der Texans, Randy Bullock, durchsetzen, so dass er am 29. August 2014 wieder entlassen wurde. Am 23. September 2014 wurde er zum Practice Squad der Texans hinzugefügt.

### New York Giants
Am 7. Januar 2015 unterzeichnete Boswell einen Vertrag bei den New York Giants. Am 16. August wurde er entlassen, jedoch am 2. September erneut unter Vertrag genommen. Am 5. September 2015 wurde er jedoch erneut entlassen.

### Pittsburgh Steelers
Am 3. Oktober 2015 unterzeichnete Boswell einen Vertrag bei den Pittsburgh Steelers. In seinem ersten NFL-Spiel überhaupt verwandelte er drei Field Goals. In der darauffolgenden Woche verwandelte er vier Field Goals in vier Versuchen gegen die Arizona Cardinals, unter anderem ein 51 Yard-Field Goal, seine bis dahin persönliche Bestleistung. Im AFC-Wild-Card-Spiel 2015 gegen die Cincinnati Bengals gelangen ihm vier Field Goals, er ist damit der jüngste Kicker, dem dies in einem Postseason-Spiel gelang. Im Divisional-Playoff-Spiel 2017 gegen die Kansas City Chiefs stellte er mit 6 erfolgreichen Field Goals in einem Postseason-Spiel einen neuen NFL-Rekord auf. Am 27. November 2017, im Spiel gegen die Green Bay Packers, schoss er ein spielentscheidendes 53-Yard-Field-Goal zum 31:28-Sieg. Für seine Leistungen wurde er in den Pro Bowl gewählt. In der Saison 2018 hatte er jedoch Probleme. Er verwandelte nur 43 von 48 Extrapunkten (89,6 %) und 13 von 20 Field Goals. In Week 12 im Spiel gegen die Denver Broncos warf er einen Touchdown. Nach dem 16. Spieltag wurde er auf die Injured Reserve List gesetzt. Die Saison 2019 verlief nach der durchwachsenen Saison 2018 wieder besser für Chris Boswell. Bei 31 Field-Goal-Versuchen erzielte er 29 und alle 28 Extrapunkte.